# Sitio de Metz (1870)
El asedio de Metz ocurrido durante la guerra franco-prusiana, entre el 19 de agosto y el 27 de octubre de 1870, terminó con la victoria del Reino de Prusia y la rendición de la ciudad.
Después de haber sido derrotado en la batalla de Gravelotte, el mariscal francés François Achille Bazaine se retiró hacia la fortificación de Metz. Allí fue sitiado el 19 de agosto de 1870 por el II Ejército de Prusia dirigido por el príncipe Federico Carlos de Prusia. Los franceses intentaron romper el asedio primero por Noiseville y más tarde por Bellevue, pero fueron rechazados en ambas ocasiones. El ejército francés de Châlons bajo el mando del mariscal Patrice de Mac-Mahon, al acudir en ayuda de Metz, fue aniquilado en la batalla de Sedán. Bazaine fue obligado a rendir la totalidad de su ejército el 27 de octubre de ese mismo año y hecho prisionero hasta 1873. Con esta acción, el II Ejército de Prusia quedó libre para combatir al ejército francés en la zona del río Loira.

## Asedio

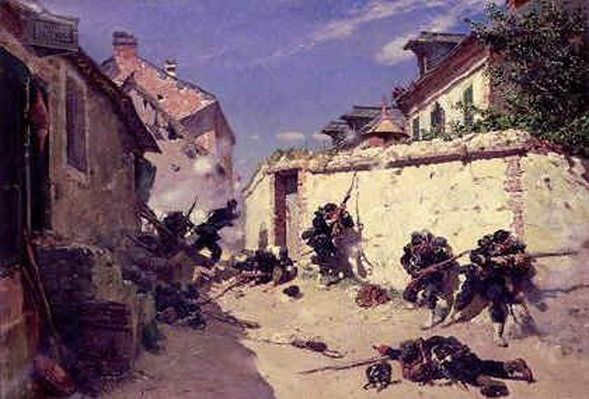
Defensa de Metz por el ejército francés, pintura de Alphonse-Marie-Adolphe de Neuville

Los franceses calcularon que tenían suficiente comida para 70.000 civiles durante tres meses y medio y cinco meses de provisiones para una guarnición regular. Debido a que todo el ejército del Rin quedó atrapado en la fortaleza, las provisiones solo duraron 41 días y la avena 25. Los alemanes trajeron 50 cañones de asedio pesados de Alemania para bombardear Metz, pero la fortaleza estaba demasiado repleta de artillería y bien construida para ser tomada con los medios disponibles para los alemanes. Incapaces de silenciar los cañones de la fortaleza lo suficiente como para realizar operaciones de asedio, los sitiadores optaron por matar de hambre al ejército francés atrapado. En septiembre, alrededor del 25% de la fuerza de asedio alemana de 197 326 efectivos aún carecía de alojamiento adecuado y la lista de enfermos en los hospitales militares aumentó a 40 000 hombres. Los alemanes complementaron sus raciones de carne con alimentos enlatados. La situación francesa era mucho peor, con disturbios entre el ejército hambriento y los habitantes de la ciudad.
Los franceses intentaron romper el sitio primero en Noisseville del 31 de agosto al 1 de septiembre y nuevamente en Bellevue el 7 de octubre, pero fueron rechazados ambas veces. Cada bando perdió alrededor de 5000 hombres entre muertos y heridos en estos dos intentos.
El 20 de octubre se agotaron las provisiones de alimentos de la fortaleza y el ejército francés del Rin subsistió después con la carne de 20.000 caballos, que se consumían a razón de 1.000 por día. Bazaine se vio obligado a rendir todo su ejército el 27 de octubre a causa del hambre. Los prusianos ofrecieron los honores de guerra al ejército francés derrotado, pero, contrariamente a la práctica habitual, Bazaine se negó a ello.[¿Por qué?]
El 29 de octubre, se izaron banderas prusianas en las obras exteriores de Metz y el ejército francés del Rin salió en silencio y en buen orden. Fueron hechos prisioneros por un cuerpo prusiano en cada puerta, instalados en campamentos militares, vivacs y provistos de comida. Los alemanes permitieron que los oficiales franceses mantuvieran sus espadas y permanecieran en Metz, que en gran parte no sufrió daños por el asedio. Los alemanes enviaron inmediatamente un tren de comida y ganado vivo a la ciudad que acababan de conquistar. Los prisioneros franceses fueron transportados a través de Saarbrücken y Tréveris a campos de prisioneros de guerra, custodiados por el Landwehr. Bazaine fue llevado cautivo a Kassel. La 26ª Brigada alemana estaba estacionada en Metz como guarnición, con el general von Kummer como comandante. Al entrar, los soldados alemanes se encontraron por las calles con basura, caballos muertos, cadáveres insepultos y quemados, un testimonio del sufrimiento que habían pasado los franceses.

## Consecuencias

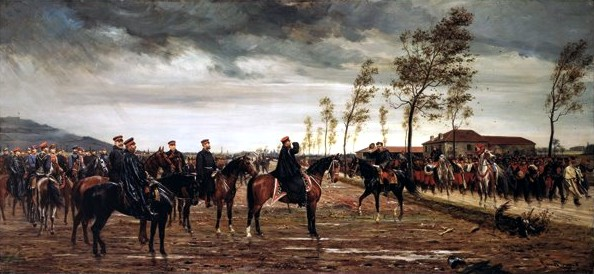
La rendición del ejército francés en Metz, Conrad Freyberg (1876)

El príncipe Federico Carlos de Prusia (Príncipe Federico Carlos de Prusia (1828–85)) y el Segundo ejército prusiano eran ahora libres de moverse contra la fuerza francesa en la región del Loira. El asedio es conmemorado por el "Siegesmarsch von Metz" que utiliza partes del "Die Wacht am Rhein". Una figura notable presente en el lado prusiano fue el destacado filósofo Friedrich Nietzsche, que se desempeñó como asistente médico. Nietzsche contrajo difteria y disentería durante el asedio, lo que empeoró su ya precario estado de salud.

### Víctimas
Los franceses perdieron 167 000 soldados y 6000 oficiales, que fueron llevados a campos de prisioneros de guerra el 27 de octubre, así como 20 000 enfermos que se quedaron temporalmente en Metz. Las pérdidas materiales fueron enormes y ascendieron a 622 cañones de campaña, 2876 cañones de fortaleza, 72 cañones de volea, 137 000 chassepot, 123 000 armas pequeñas, vastos almacenes de municiones y 56 águilas de la guardia imperial francesa, todas capturadas por los alemanes. Los alemanes perdieron 5.500 soldados y 240 oficiales muertos y heridos, así como un gran número de enfermos.